# UCBLogo
UCBLogo (appelé aussi Berkeley Logo) est une implémentation libre du langage de programmation Logo conçue par Brian Harvey et ses étudiants au sein de l'université de Californie à Berkeley.
Comme beaucoup d'autres implémentations, UCBLogo fournit un interpréteur Logo avec l'appel de récursion finale.
Écrit en C, Berkeley Logo est un logiciel libre distribué selon les termes de la licence publique générale GNU et disponible sur plusieurs systèmes libres comme GNU/Linux ou FreeBSD.

## implémentations Logo dérivées de Berkeley Logo
- aUCBLogo, une implémentation logo réalisée par Andreas Micheler[1] à partir de UCBLogo (Berkeley Logo).
- MSWLogo, une implémentation pour MS Windows réalisée par George Mills[2]
- FMSLogo, une version améliorée de MSWLogo, orientée multimédia, et réalisée par David Costanzo[3].